# Міра (річка, Португалія)
Річка Міра ( Portuguese pronunciation: [ˈmiɾɐ] ) — португальська річка на південному заході Алентежу, 145 км завдожки.
Вона бере свій початок на північних схилах Серра-ду-Калдейран і має курс на південний схід – північний захід із загалом помірним нахилом до Атлантичного океану, де впадає через невелику спокійну дельту поблизу міста Віла-Нова-де-Мілфонтеш, в 115 км на південь від Лісабона. Це одна з двох єдиних річок у Португалії, орієнтованих переважно на південь – північ (інша сусідня річка Садо) і одна з небагатьох річок у Європі з такою орієнтацією. Басейн Міра межує з басейном річки Садо на півночі та басейном річки Гвадіана на сході.
Основні притоки на правому березі: річка Торгал, річка Лузіанес і річка Перна Сека. Основні притоки на лівому березі включають річки Машейра, Гілерме і Тельхарес.
Розвідні потоки проходять перпендикулярно уздовж берегової лінії і впадають безпосередньо в Атлантичний океан.
Оскільки назва ріки відноситься до часів римського панування в регіоні, вважається, що назва Міра може мати те саме кельтське або докельтське походження, що й назва старого міста Міробріга (колиска сучасного міста Сантьяго-ду-Касем)., руїни якого лежать 32 км на північ. Відомо, що в пантеоні місцевих племен (називаних римлянами кельтами) був бог, який віддано ставився до захисту вод, на ім’я Міробій.

## Зовнішні посилання
- Карти та дані в Національній інформаційній системі водних ресурсів (порт.)

37°43′17.3″ пн. ш. 8°46′56.5″ зх. д. / 37.721472° пн. ш. 8.782361° зх. д.37°43′17.3″ пн. ш. 8°46′56.5″ зх. д. / 37.721472° пн. ш. 8.782361° зх. д.